# Караульная (приток Енисея)
Караульная — река, левый приток Енисея, протекает по территории Емельяновского района Красноярского края в России. Длина реки составляет 30 км.

## Описание
Караульная начинается на высоте около 550 м над уровнем моря, к западу от посёлка Снежница. От истока течёт на северо-восток, после села Арейское постепенно поворачивает на юго-восток, потом — на юг. В низовье на высоте около 190 м над уровнем моря принимает слева реку Майдат. В посёлке Известковый Караульная впадает в Енисей на высоте 142 м над уровнем моря.

## Данные водного реестра
По данным государственного водного реестра России, Караульная относится к Енисейскому бассейновому округу, водохозяйственный участок реки — Енисей от Красноярского гидроузла до впадения реки Ангары, без реки Кан, речной подбассейн реки — Енисей между слиянием Большого и Малого Енисея и впадением Ангары. Речной бассейн реки — Енисей.
Код водного объекта в государственном водном реестре — 17010300512116100020742.